# Carlos Villanueva (beisbolista)
Carlos Manuel Villanueva Paulino (Santiago, 28 de noviembre de 1983) es un exlanzador derecho dominicano de Grandes Ligas que jugó para varios equipos en grandes ligas y en 2017 lanzó en Corea.

## Carrera profesional

### Milwaukee Brewers
Villanueva fue firmado por los Gigantes de San Francisco en 2002. Fue cambiado a los Cerveceros de Milwaukee el 30 de marzo de 2004, por los lanzadores Wayne Franklin y Leo Estrella.
Mientras se abría paso a través del sistema de formación de los Cerveceros, Villanueva fue llamado desde Doble-A el 22 de mayo de 2006. Hizo su debut en las Grandes Ligas contra los Rojos de Cincinnati el 23 de mayo de 2006, lanzando una entrada sin permitir anotaciones. Después de ser enviado de nuevo a las menores, fue llamado otra vez, haciendo su primera apertura para los Cerveceros ante los Rojos de Cincinnati.

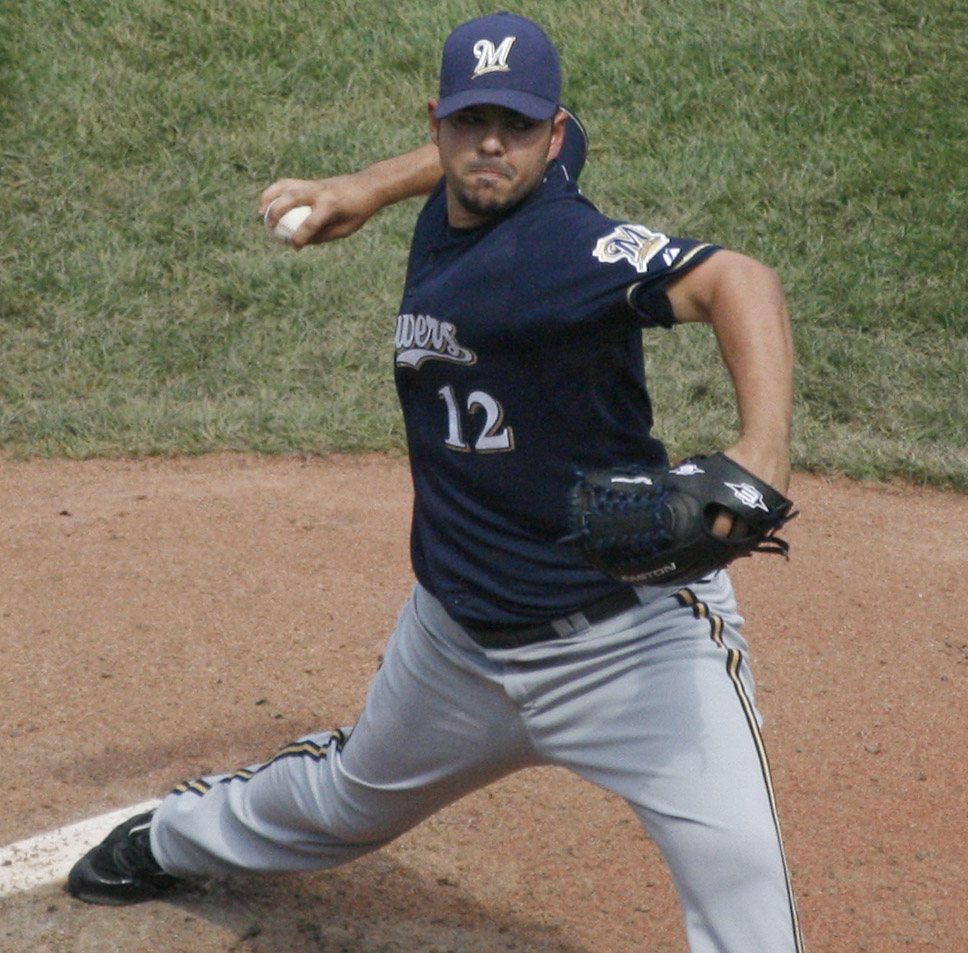
Villanueva con los Cerveceros en 2009.

Después de una exitosa campaña en 2006, Villanueva entró en los entrenamientos de primavera de 2007 en la competencia por un puesto en la rotación de abridores del equipo. A pesar de lanzar bien, perdió el puesto con Claudio Vargas. En cambio, el mánager Ned Yost eligió poner a Villanueva en el bullpen como relevista intermedio. Lanzó bien en su nuevo cargo y fue utilizado en ocasiones como relevista largo, cuando Elmer Dessens fue colocado en la lista de lesionados. Para el 2 de julio registró 6-0 con una efectividad de 2.64. A pesar de su registro, Villanueva estaba acostumbrado a sólo ser utilizado como lanzador abridor, y nunca había aparecido en más de 25 juegos en su carrera profesional. Durante julio y agosto, registró un récord de 1-3 con una efectividad por encima de 9, tal vez un signo de exceso de trabajo. A pesar de sus esfuerzos, todavía estaba siendo utilizado como relevista intermedio. El 20 de agosto, después de lanzar tres entradas perfectas contra los Diamondbacks de Arizona y lograr el primer salvamento de su carrera, fue enviado a Triple-A con Nashville Sounds para hacer dos aperturas y "pulirlo" para una eventual llamada en septiembre cuando los rosters se expandieran.
Villanueva pasó una pequeña parte de la temporada 2009 como cerrador, mientras que Trevor Hoffman permanecía en la lista de lesionados; sin embargo, después de los malos resultados, el papel de cerrador fue dado a Todd Coffey.

### Toronto Blue Jays
El 3 de diciembre de 2010, Villanueva fue cambiado a los Azulejos de Toronto por un jugador a ser nombrado más tarde (dinero en efectivo).

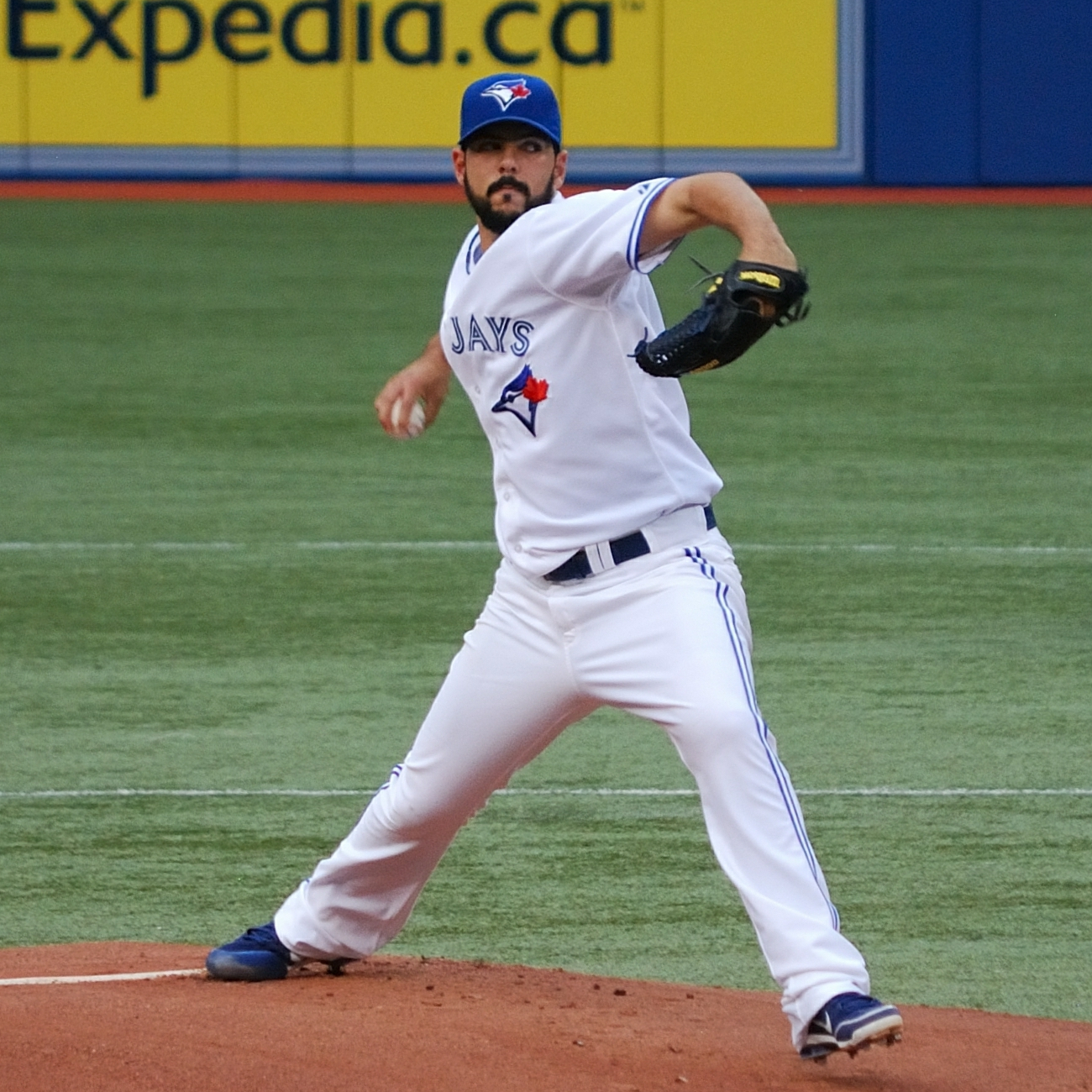
Villanueva con los Azulejos en 2012.

Después de iniciar la temporada en el bullpen de los Azulejos, fue trasladado a un puesto en la rotación de abridores para llenar espacios disponibles anteriormente ocupados por Brett Cecil y Jesse Litsch. El 4 de agosto de 2011 fue puesto en la lista de lesionados de 15 días con una cepa del antebrazo derecho.
Villanueva fue reactivado desde la lista de lesionados el 31 de agosto. Brian Tallet fue designado para asignación para hacerle lugar en el roster. Comenzó la temporada de 2012 como relevista largo en el bullpen de los Azulejos, pero fue ascendido a abridor debido a la gran cantidad de lanzadores lesionados. Después de registrar un récord de 6-1, Villanueva dejó el equipo por motivos personales, el 5 de agosto.

### Chicago Cubs
El 19 de diciembre de 2012, se informó que Villanueva había acordado un período de dos años y $10 millones con los Chicago Cubs. El acuerdo se hizo oficial el 26 de enero de 2013, más de un mes después de lo acordado inicialmente. Lendy Castillo fue designado para asignación para dejar espacio a Villanueva en el roster de 40 hombres. El dirigente Dale Sveum los designó como quinto abridor de los Cachorros en la rotación. En su primer partido el 6 de abril, como visitante contra los Bravos de Atlanta, se fue sin decisión.

### St. Louis Cardinals
El 4 de febrero de 2015, los Cardenales de San Luis firmaron a Villanueva a un contrato de ligas menores que incluyó una invitación a los entrenamientos de primavera. Lo añadieron a la plantilla de 40 jugadores el 30 de marzo. El 27 de junio lanzó las últimas tres entradas de la victoria 8-1 frente a los Cachorros para registrar su primer salvamento de la temporada. Hizo lo mismo en la victoria 6-0 ante los Cerveceros el 7 de agosto. Fueron los cuarto y quinto salvamentos de su carrera de al menos tres entradas. Finalizó la temporada con 2.95 de su efectividad, la mejor de su carrera.

### San Diego Padres
El 13 de enero de 2016, los Padres de San Diego firmaron a Villanueva a un contrato de un año y $1.5 millones.